# Mikael Blomkvist
Mikael Blomkvist è il coprotagonista della serie di romanzi Millennium originata da Stieg Larsson.

## Biografia del personaggio
Mikael Blomkvist è un quarantacinquenne giornalista economico di discreto successo, grazie ad alcune inchieste da lui redatte ed apparse su Millennium, la rivista da lui co-diretta. In alcune di queste inchieste economiche, Mikael scopre raggiri perpetrati da grandi gruppi economici e finanziari svedesi e se la prende con i colleghi giornalisti, a suo parere complici taciti di tali scandali. Questo mette Mikael in una posizione difficile verso i mass media che non perdono l'opportunità di affossare Blomkvist quando questi risulterà colpevole di diffamazione.
Già in precedenza la stampa aveva giocato con il nome di Blomkvist: agli inizi della sua carriera di giornalista d'inchiesta riuscì a risolvere una delicata e difficile inchiesta e la stampa lo apostrofò come Kalle Blomkvist, il nome di un investigatore-bambino nato dalla penna di Astrid Lindgren, autrice di Pippi Calzelunghe. Nonostante tutto, Mikael Blomkvist ottiene ottimi risultati grazie alle sue inchieste, condotte con testardaggine e caparbietà e sempre corredate e supportate da fonti autorevoli.
Nella vita privata vive una ventennale relazione con Erika Berger sua amica e collega a Millennium, ma, visto il successo che riscuote con le donne, molte sono le amanti occasionali di Mikael Blomkvist. Il rapporto con le donne è però di grandissimo rispetto e lealtà: non sarebbe riuscito altrimenti a far breccia nei sentimenti di Lisbeth Salander, protagonista femminile della trilogia. Blomkvist abita a Stoccolma, ma possiede anche un piccolo chalet in campagna. Ha una sorella, Annika, avvocato e sposata con un direttore di una filiale di una multinazionale biotecnologica per la Scandinavia di nome Enrico Giannini; Mikael è un uomo divorziato e ha una figlia sedicenne, Pernilla Abrahamsson.